# 溫蓋特及芬奇利足球會

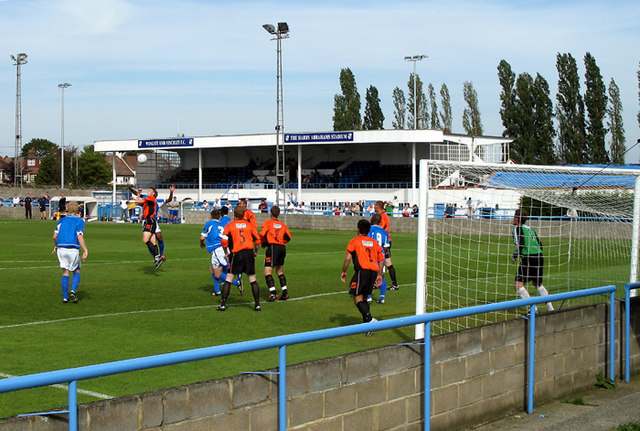
Wingate & Finchley (blue shirts) take on Wivenhoe Town at The Harry Abrahams Stadium.

溫蓋特及芬奇利足球會（Wingate & Finchley Football Club）是一支位於英格蘭芬奇利的職業足球會，目前於英格蘭足球依斯米安聯賽超聯組角逐。

## 外部連結
- Club website （页面存档备份，存于）